# Метрика Райснера–Нордстрема
Метрика Райснера — Нордстрема — статичний розв'язком рівнянь поля Ейнштейна–Максвелла, що відповідає гравітаційному полю зарядженого, не обертового, сферично-симетричного тіла масою M. Аналогічний розв'язок для зарядженого тіла, що обертається, дається метрикою Керра–Ньюмена.
Метрика була відкрита між 1916 і 1921 роками незалежно один від одного її відкрили Ганс Райснер, Герман Вейль, Гуннар Нордстрем і Джордж Баркер Джеффрі.

## Метрика
У сферичних координатах {\displaystyle (t,r,\theta ,\varphi )}, метрика Райснера — Нордстрема дається виразом {\displaystyle ds^{2}=c^{2}\,d\tau ^{2}=\left(1-{\frac {r_{\text{s}}}{r}}+{\frac {r_{\rm {Q}}^{2}}{r^{2}}}\right)c^{2}\,dt^{2}-\left(1-{\frac {r_{\text{s}}}{r}}+{\frac {r_{Q}^{2}}{r^{2}}}\right)^{-1}\,dr^{2}-r^{2}\,d\theta ^{2}-r^{2}\sin ^{2}\theta \,d\varphi ^{2},} де {\displaystyle c} це швидкість світла, {\displaystyle \tau } — власний час, {\displaystyle t} — координата часу (вимірюється стаціонарним годинником на нескінченності), {\displaystyle r} — радіальна координата, {\displaystyle (\theta ,\varphi )} — сферичні кути, {\displaystyle r_{\text{s}}} — радіус Шварцшильда тіла, заданий як {\displaystyle r_{\text{s}}={\frac {2GM}{c^{2}}},} а {\displaystyle r_{Q}} — інший характерний масштаб довжини, заданий формулою {\displaystyle r_{Q}^{2}={\frac {Q^{2}G}{4\pi \varepsilon _{0}c^{4}}}.} Тут {\displaystyle \varepsilon _{0}} — електрична стала.
Загальна маса центрального тіла та його незвідна маса {\displaystyle M_{\rm {irr}}} пов'язані співвідношенням {\displaystyle M_{\rm {irr}}={\frac {c^{2}}{G}}{\sqrt {\frac {r_{+}^{2}}{2}}}\ \to \ M={\frac {Q^{2}}{16\pi \varepsilon _{0}GM_{\rm {irr}}}}+M_{\rm {irr}}.}
Різниця між {\displaystyle M} і {\displaystyle M_{\rm {irr}}} обумовлена внеском у загальну масу від енергії електричного поля (див. також еквівалентність маси та енергії).
В граничному випадку, коли заряд {\displaystyle Q} (або, що еквівалентно, шкала довжини {\displaystyle r_{Q}}) прямує до нуля, метрика Райснера — Нордстрема переходить у метрику Шварцшильда. Класична ньютонівська теорія гравітації реалізується у випадку, коли відношення {\displaystyle r_{\text{s}}/r} прямує до нуля. А у випадку, коли і {\displaystyle r_{Q}/r}, і {\displaystyle r_{\text{s}}/r} обидва прямують до нуля, метрика стає метрикою Мінковського для спеціальної теорії відносності.

## Заряджені чорні діри
Хоча заряджені чорні діри з rQ ≪ rs подібні до чорної діри Шварцшильда, вони мають два горизонти: горизонт подій і внутрішній горизонт Коші. Як і у випадку з метрикою Шварцшильда, горизонти подій для простору-часу розташовані там, де компонент метрики {\displaystyle g_{rr}} розходиться; тобто де
{\displaystyle 1-{\frac {r_{\rm {s}}}{r}}+{\frac {r_{\rm {Q}}^{2}}{r^{2}}}=-{\frac {1}{g_{rr}}}=0.}
Це рівняння має два розв'язки:
{\displaystyle r_{\pm }={\frac {1}{2}}\left(r_{\rm {s}}\pm {\sqrt {r_{\rm {s}}^{2}-4r_{\rm {Q}}^{2}}}\right).}
Ці концентричні горизонти подій стають виродженими для 2rQ = rs, що відповідає екстремальній чорній дірі. Чорні діри з 2rQ > rs не можуть існувати в природі, оскільки для них не може бути фізичного горизонту подій (член під квадратним коренем стає від'ємним). У природі можуть існувати об'єкти із зарядом, що перевищує їхню масу (у безрозмірних природних одиницях G = M = c = K = 1), але вони не можуть колапсувати до чорної діри, а якби могли, вони б мали голу сингулярність. Суперсиметричні теорії зазвичай гарантують, що такі «суперекстремальні» чорні діри не можуть існувати.
Електромагнітний потенціал має вигляд
{\displaystyle A_{\alpha }=(Q/r,0,0,0).}

## Гравітаційне уповільнення часу
Гравітаційне уповільнення часу в околицях центрального тіла визначається як {\displaystyle \gamma ={\sqrt {|g^{tt}|}}={\sqrt {\frac {r^{2}}{Q^{2}+(r-2M)r}}},}
що дозволяє розрахувати локальною радіальну швидкість вильоту нейтральної частинки {\displaystyle v_{\rm {esc}}={\frac {\sqrt {\gamma ^{2}-1}}{\gamma }}.}

## Символи Крістофеля
Символи Крістофеля {\displaystyle \Gamma _{jk}^{i}=\sum _{s=0}^{3}\ {\frac {g^{is}}{2}}\left({\frac {\partial g_{js}}{\partial x^{k}}}+{\frac {\partial g_{sk}}{\partial x^{j}}}-{\frac {\partial g_{jk}}{\partial x^{s}}}\right)} з індексами {\displaystyle \{0,\ 1,\ 2,\ 3\}\to \{t,\ r,\ \theta ,\ \varphi \}} мають ненульові компоненти {\displaystyle {\begin{aligned}\Gamma _{tr}^{t}&={\frac {Mr-Q^{2}}{r(Q^{2}+r^{2}-2Mr)}}\\[6pt]\Gamma _{tt}^{r}&={\frac {(Mr-Q^{2})\left(r^{2}-2Mr+Q^{2}\right)}{r^{5}}}\\[6pt]\Gamma _{rr}^{r}&=-{\frac {Q^{2}-Mr}{r(Q^{2}-2Mr+r^{2})}}\\[6pt]\Gamma _{\theta \theta }^{r}&=-{\frac {r^{2}-2Mr+Q^{2}}{r}}\\[6pt]\Gamma _{\varphi \varphi }^{r}&=-{\frac {\sin ^{2}\theta \left(r^{2}-2Mr+Q^{2}\right)}{r}}\\[6pt]\Gamma _{\theta r}^{\theta }&={\frac {1}{r}}\\[6pt]\Gamma _{\varphi \varphi }^{\theta }&=-\sin \theta \cos \theta \\[6pt]\Gamma _{\varphi r}^{\varphi }&={\frac {1}{r}}\\[6pt]\Gamma _{\varphi \theta }^{\varphi }&=\cot \theta \end{aligned}}}
Враховуючи символи Крістоффеля, можна обчислити геодезичні пробної частинки.

## Тетрадна форма
Замість того, щоб працювати в голономному базисі, можна виконувати ефективні обчислення за допомогою тетради. Нехай {\displaystyle {\bf {e}}_{I}=e_{\mu I}} буде набором один-форм із внутрішнім індексом Мінковського {\displaystyle I\in \{0,1,2,3\}}, так що {\displaystyle \eta ^{IJ}e_{\mu I}e_{\nu J}=g_{\mu \nu }}. Метрику Райснера можна описати за допомогою тетради
{\displaystyle {\bf {e}}_{0}=G^{1/2}\,dt} ,
{\displaystyle {\bf {e}}_{1}=G^{-1/2}\,dr} ,
{\displaystyle {\bf {e}}_{2}=r\,d\theta }
{\displaystyle {\bf {e}}_{3}=r\sin \theta \,d\varphi }
де {\displaystyle G(r)=1-r_{s}r^{-1}+r_{Q}^{2}r^{-2}}. Паралельне перенесення тетради виражається один-формою зв'язності {\displaystyle {\boldsymbol {\omega }}_{IJ}=-{\boldsymbol {\omega }}_{JI}=\omega _{\mu IJ}=e_{I}^{\nu }\nabla _{\mu }e_{J\nu }}. Ці формули мають лише 24 незалежні компоненти порівняно з 40 компонентами {\displaystyle \Gamma _{\mu \nu }^{\lambda }}. Зв'язки можна визначити шляхом аналізу рівняння Картана {\displaystyle d{\bf {e}}_{I}={\bf {e}}^{J}\wedge {\boldsymbol {\omega }}_{IJ}}, де ліва частина — зовнішня похідна тетради, а права — зовнішній добуток.
{\displaystyle {\boldsymbol {\omega }}_{10}={\frac {1}{2}}\partial _{r}G\,dt}
{\displaystyle {\boldsymbol {\omega }}_{20}={\boldsymbol {\omega }}_{30}=0}
{\displaystyle {\boldsymbol {\omega }}_{21}=-G^{1/2}\,d\theta }
{\displaystyle {\boldsymbol {\omega }}_{31}=-\sin \theta G^{1/2}d\varphi }
{\displaystyle {\boldsymbol {\omega }}_{32}=-\cos \theta \,d\varphi }
Тензор Рімана {\displaystyle {\bf {R}}_{IJ}=R_{\mu \nu IJ}} можна побудувати як сукупність два-форм за допомогою другого рівняння Картана {\displaystyle {\bf {R}}_{IJ}=d{\boldsymbol {\omega }}_{IJ}+{\boldsymbol {\omega }}_{IK}\wedge {\boldsymbol {\omega }}^{K}{}_{J},} що знову ж таки використовує зовнішню похідну та зовнішній добуток. Цей підхід значно швидший, ніж традиційне обчислення через {\displaystyle \Gamma _{\mu \nu }^{\lambda }}; зауважте, що є лише чотири ненульових значення {\displaystyle {\boldsymbol {\omega }}_{IJ}} проти дев'яти ненульових компонент {\displaystyle \Gamma _{\mu \nu }^{\lambda }}.

## Рівняння руху
Через сферичну симетрію метрики систему координат завжди можна орієнтувати таким чином, що рух пробної частинки відбувався в даній площині, тому для стислості та без обмеження загальності ми використовуємо θ замість φ. У безрозмірних природних одиницях G = M = c = K = 1 рух електрично зарядженої частинки із зарядом q задається формулою {\displaystyle {\ddot {x}}^{i}=-\sum _{j=0}^{3}\ \sum _{k=0}^{3}\ \Gamma _{jk}^{i}\ {{\dot {x}}^{j}}\ {{\dot {x}}^{k}}+q\ {F^{ik}}\ {{\dot {x}}_{k}}}що дає {\displaystyle {\ddot {t}}={\frac {\ 2(Q^{2}-Mr)}{r(r^{2}-2Mr+Q^{2})}}{\dot {r}}{\dot {t}}+{\frac {qQ}{(r^{2}-2mr+Q^{2})}}\ {\dot {r}}}{\displaystyle {\ddot {r}}={\frac {(r^{2}-2Mr+Q^{2})(Q^{2}-Mr)\ {\dot {t}}^{2}}{r^{5}}}+{\frac {(Mr-Q^{2}){\dot {r}}^{2}}{r(r^{2}-2Mr+Q^{2})}}+{\frac {(r^{2}-2Mr+Q^{2})\ {\dot {\theta }}^{2}}{r}}+{\frac {qQ(r^{2}-2mr+Q^{2})}{r^{4}}}\ {\dot {t}}}{\displaystyle {\ddot {\theta }}=-{\frac {2\ {\dot {\theta }}\ {\dot {r}}}{r}}.}
Усі повні похідні взяті за власним часом, {\displaystyle {\dot {a}}={\frac {da}{d\tau }}}.
Константи руху задаються розв'язками {\displaystyle S(t,{\dot {t}},r,{\dot {r}},\theta ,{\dot {\theta }},\varphi ,{\dot {\varphi }})} рівняння в частинних похідних {\displaystyle 0={\dot {t}}{\dfrac {\partial S}{\partial t}}+{\dot {r}}{\frac {\partial S}{\partial r}}+{\dot {\theta }}{\frac {\partial S}{\partial \theta }}+{\ddot {t}}{\frac {\partial S}{\partial {\dot {t}}}}+{\ddot {r}}{\frac {\partial S}{\partial {\dot {r}}}}+{\ddot {\theta }}{\frac {\partial S}{\partial {\dot {\theta }}}}}після заміни других похідних, наведених вище. Сама метрика є розв'язком, якщо її записати як диференціальне рівняння {\displaystyle S_{1}=1=\left(1-{\frac {r_{s}}{r}}+{\frac {r_{\rm {Q}}^{2}}{r^{2}}}\right)c^{2}\,{\dot {t}}^{2}-\left(1-{\frac {r_{s}}{r}}+{\frac {r_{Q}^{2}}{r^{2}}}\right)^{-1}\,{\dot {r}}^{2}-r^{2}\,{\dot {\theta }}^{2}.}
Рівняння з відокремлюваними змінними{\displaystyle {\frac {\partial S}{\partial r}}-{\frac {2}{r}}{\dot {\theta }}{\frac {\partial S}{\partial {\dot {\theta }}}}=0}негайно дає сталий релятивістський питомий кутовий момент {\displaystyle S_{2}=L=r^{2}{\dot {\theta }};}Третя константа інтегрування, отримана з рівняння{\displaystyle {\frac {\partial S}{\partial r}}-{\frac {2(Mr-Q^{2})}{r(r^{2}-2Mr+Q^{2})}}{\dot {t}}{\frac {\partial S}{\partial {\dot {t}}}}=0}є питомою енергією (енергією на одиницю маси спокою) {\displaystyle S_{3}=E={\frac {{\dot {t}}(r^{2}-2Mr+Q^{2})}{r^{2}}}+{\frac {qQ}{r}}.}
Підставляючи {\displaystyle S_{2}} і {\displaystyle S_{3}} в {\displaystyle S_{1}}, отримуємо радіальне рівняння {\displaystyle c\int d\,\tau =\int {\frac {r^{2}\,dr}{\sqrt {r^{4}(E-1)+2Mr^{3}-(Q^{2}+L^{2})r^{2}+2ML^{2}r-Q^{2}L^{2}}}}.}
Множення під знаком інтеграла на {\displaystyle S_{2}} дає рівняння орбіти {\displaystyle c\int Lr^{2}\,d\theta =\int {\frac {L\,dr}{\sqrt {r^{4}(E-1)+2Mr^{3}-(Q^{2}+L^{2})r^{2}+2ML^{2}r-Q^{2}L^{2}}}}.}
Загальне уповільнення часу між пробною частинкою та спостерігачем на нескінченності становить {\displaystyle \gamma ={\frac {q\ Q\ r^{3}+E\ r^{4}}{r^{2}\ (r^{2}-2r+Q^{2})}}.}
Перші похідні {\displaystyle {\dot {x}}^{i}} і контраваріантні компоненти локальної 3-швидкості {\displaystyle v^{i}} пов'язані між собою формулою {\displaystyle {\dot {x}}^{i}={\frac {v^{i}}{\sqrt {(1-v^{2})\ |g_{ii}|}}},}що дає початкові умови {\displaystyle {\dot {r}}={\frac {v_{\parallel }{\sqrt {r^{2}-2M+Q^{2}}}}{r{\sqrt {(1-v^{2})}}}}}{\displaystyle {\dot {\theta }}={\frac {v_{\perp }}{r{\sqrt {(1-v^{2})}}}}.}
Питома орбітальна енергія {\displaystyle E={\frac {\sqrt {Q^{2}-2rM+r^{2}}}{r{\sqrt {1-v^{2}}}}}+{\frac {qQ}{r}}}і питомий відносний кутовий момент {\displaystyle L={\frac {v_{\perp }\ r}{\sqrt {1-v^{2}}}}}пробної частинки є інтегралами руху. {\displaystyle v_{\parallel }} і {\displaystyle v_{\perp }} — радіальна та поперечна складові локального вектора швидкості. Тому локальна швидкість дорівнює {\displaystyle v={\sqrt {v_{\perp }^{2}+v_{\parallel }^{2}}}={\sqrt {\frac {(E^{2}-1)r^{2}-Q^{2}-r^{2}+2rM}{E^{2}r^{2}}}}.}

## Альтернативне формулювання метрики
Метрику можна виразити у формі Керра—Шилда наступним чином: {\displaystyle {\begin{aligned}g_{\mu \nu }&=\eta _{\mu \nu }+fk_{\mu }k_{\nu }\\[5pt]f&={\frac {G}{r^{2}}}\left[2Mr-Q^{2}\right]\\[5pt]\mathbf {k} &=(k_{x},k_{y},k_{z})=\left({\frac {x}{r}},{\frac {y}{r}},{\frac {z}{r}}\right)\\[5pt]k_{0}&=1.\end{aligned}}}
Зауважте, що k є одиничним вектором. Тут M — стала маса об'єкта, Q — сталий заряд об'єкта, а η — тензор Мінковського.

## Квантово-гравітаційні поправки до метрики
У деяких підходах до квантової гравітації до класичної метрики Райснера–Нордстрема додають квантові поправки. Прикладом цього є підхід до теорії ефективного поля, започаткований Барвінським і Вілковіським. У другому порядку кривини класична дія Ейнштейна-Гільберта доповнюється локальними та нелокальними членами:
{\displaystyle \Gamma =\int d^{4}x\,{\sqrt {-g}}\,{\bigg (}{\frac {R}{16\pi G_{N}}}+c_{1}(\mu )R^{2}+c_{2}(\mu )R_{\mu \nu }R^{\mu \nu }+c_{3}(\mu )R_{\mu \nu \rho \sigma }R^{\mu \nu \rho \sigma }{\bigg )}-\int d^{4}x{\sqrt {-g}}{\bigg [}\alpha R\ln \left({\frac {\Box }{\mu ^{2}}}\right)R+\beta R_{\mu \nu }\ln \left({\frac {\Box }{\mu ^{2}}}\right)R^{\mu \nu }+\gamma R_{\mu \nu \rho \sigma }\ln \left({\frac {\Box }{\mu ^{2}}}\right)R^{\mu \nu \rho \sigma }{\bigg ]},}

де {\displaystyle \mu } є енергетичною шкалою. (Тут {\displaystyle R_{\mu \nu \rho \sigma }} скорочується з {\displaystyle R^{\mu \nu \rho \sigma }}, а скорочується з {\displaystyle R^{\mu \nu }}.) Точні значення коефіцієнтів {\displaystyle c_{1},c_{2},c_{3}} невідомі, оскільки вони залежать від природи ультрафіолетової теорії квантової гравітації. З іншого боку, коефіцієнти {\displaystyle \alpha ,\beta ,\gamma } піддаються обчисленню. Оператор {\displaystyle \ln \left(\Box /\mu ^{2}\right)} має інтегральне представлення
{\displaystyle \ln \left({\frac {\Box }{\mu ^{2}}}\right)=\int _{0}^{+\infty }ds\,\left({\frac {1}{\mu ^{2}+s}}-{\frac {1}{\Box +s}}\right).}
Нові додаткові члени в дії передбачають модифікацію класичного рішення. Скоригована квантовими ефектами метрика Райснера–Нордстрема до членів порядку {\displaystyle {\mathcal {O}}(G^{2})} була знайдена Кампосом Дельгадо:
{\displaystyle ds^{2}=-f(r)dt^{2}+{\frac {1}{g(r)}}dr^{2}+r^{2}d\theta ^{2}+r^{2}\sin ^{2}\theta d\phi ^{2},}
де
{\displaystyle f(r)=1-{\frac {2GM}{r}}+{\frac {GQ^{2}}{r^{2}}}-{\frac {32\pi G^{2}Q^{2}}{r^{4}}}{\bigg [}c_{2}+4c_{3}+2\left(\beta +4\gamma \right)\left(\ln \left(\mu r\right)+\gamma _{E}-{\frac {3}{2}}\right){\bigg ]},}
{\displaystyle g(r)=1-{\frac {2GM}{r}}+{\frac {GQ^{2}}{r^{2}}}-{\frac {64\pi G^{2}Q^{2}}{r^{4}}}{\Big [}c_{2}+4c_{3}+2\left(\beta +4\gamma \right)\left(\ln \left(\mu r\right)+\gamma _{E}-2\right){\Big ]}.}